# Anna Petryszak
Anna Petryszak (ur. 24 lutego 1942 w Krakowie) – polska entomolog, profesor doktor habilitowana Uniwersytetu Rolniczego w Krakowie.

## Życiorys
W 1965 uzyskała stopień magistra na Uniwersytecie Jagiellońskim, w 1974 obroniła doktorat. W 1987 habilitowała się na Akademii Rolniczej w Krakowie, a w 1989 została tam docentem. Prowadziła badania morfologiczne narządów zmysłowych owadów, ektopasożytów zwierząt gospodarskich. Opisała typy narządów zmysłów, ich unerwienie i rozmieszczenie na przysadkach ciała owadów niższych rzędów. Badała wykorzystanie sensilli przy określaniu homologii przysadek ciała owadów, które zmieniły się wskutek adaptacji. Zajmowała się również wykorzystaniem sensilli do badań związków filogenicznych pomiędzy różnymi grupami owadów.
Dorobek naukowy Anny Petryszak stanowią 84 publikacje, w tym 48 oryginalnych prac naukowych.
W 2001 uzyskała tytuł profesora nauk rolniczych.